# Людавка
Лю́давка — село в Україні, у Жмеринській міській громаді Жмеринського району Вінницької області. Населення становить 730 осіб.

## Географія
Розташування села поблизу автомобільної траси сприяло розбудові села, його облаштуванню. Старообрядські сім'ї, маючи схильність до комерційної справи, засаджують свої присадибні ділянки малиною. Садівництво займає значне місце у їх домашньому господарстві. За роки незалежності України в північно-східній частині села виросли будинки-котеджі. Ця частина села відрізняється від будов попередніх років. Село Людавка — одне з мальовничих сіл, що лежать на Могилів — Подільській і Барській автомобільних трасах. Жителі пишаються і люблять своє село. Вони намагаються тримати ошатними садиби, огорожі, криниці. Два народи — українці і росіяни — живуть тут поруч, зберігаючи свої національні традиції, свою і спільну культуру.
Селом протікає річка Людавка, ліва притока Рову.
У лісовому масиві на околиці села знаходиться парк-пам'ятка садово-паркового мистецтва місцевого значення Дендрологічна ділянка.

## Історія села Людавка
«Подольские Епархиальные исторически статистические Ведомости» під редакцією Ю. Сіцінського містять таку довідку про с. Людавку Жмеринського району: 
|  | Людавка расположена на равнине 12 верст от станции Жмеринка. Климат здоровый, вследствие окружающих лесов. Почва суглинистая. Часть села составляют крестьяне малороссы, а другая — великоросом раскольники-поповцы. Занимаютея снятием в аренду садов окружных сел, каменньіми и плотницкими работами. Храм во имя святого великомученика Дмитрия Солоинского построенный в 1781 году прихожанами. Здание деревянное, ветхое. При храме хранились документы Станислава Потоцкого 1779 г. на право пользования в вечньїе времена землями церкви. Помещещение, по строенное на ередства помещика в 1878 г., сгорело в 1897 г. Церковной земли 40 десятин. Прихожан 391 мужчин, 395 женщин. Роскольников-поповцев 448 мужчин, 460 женщин. Церковно-приходская школа открыта 1863 г. |

За розповідями, село почало заселятися із глибокого ярка, що знаходиться в північній частині від центру села, за ставом, у малопомітному глухому кутку поблизу лісу. Заселення села українцями відбулося у західній його частині, що наближалася до лісу. Старообрядці селилися у східній частині, хоч траплялись їх садиби і в центрі села та інших місцях. У селі стояло дві православні церкви, розміщені недалеко одна від одної. Старообрядська — вимурувана з цегли, однокупольна з триярусним іконостасом. У 1960 роках із неї знімали хрести, викидали ікони. Жінки підняли лемент і галас. Найактивніших із них забрала міліція і посадила на 15 діб за порушення громадського спокою. Чужі люди по найму знімали хрести і ікони. Утвар, майно забрали у старообрядську церкву м. Вінниці. Приміщення використали під сільський клуб. У 2001 році під час пожежі згорів дах клубу.
У селі три цвинтарі: два православних і один старообрядський. Обидва діючі. Найстаріший цвинтар знаходиться поблизу яру, з якого залюднювалось село.
Існує версія про походження назви села. Нібито його назва пов'язана з трагічними подіями минувшини. "Одного разу татари переводили полонених людей через цю місцевість. Під час перепочинку у лісі, у північно-західній частині сучасного села, де б'ють джерела у долині, лісник, підкравшись до ув'язнених, розв'язав одному руки. Той допоміг звільнитися решті в'язнів. Між полоненими і татарськими провідниками зав'язалась кривава сутичка. Одному з татарських провідників вдалось втекти. Він привів кінну підмогу татар. Люди, рятуючись, тікали в долину до джерел. Татари кіньми душили людей, втоптуючи їх у болото. Звідси і пішла назва — людська давка, а із заселенням території — «Людавка». Історія села сягає в глибину віків. Сьогодні остаточно важко встановити, звідки пішла назва села. Разом з тим, існуючий усний переказ за людську давку близький до істини, іншої альтернативної назви села не існує. Час започаткування села лежить за українцями, їх тоді називали малоросами, вони селились першими і сьогодні становлять більшу частину села, майже до дороги Вінниця — Бар. Ближче до цієї дороги і на схід від неї живуть старообрядці, які переселились із центральних областей Росії. Після сумно відомої реформи Всеросійського патріарха Никона їх переслідували Російське самодержавство і православна церква за непокору і церковний розкол. Час заселення с. Людавки припадає на XVII століття. Сюди переселилась родина Бахінів з Тамбовської губернії. Вони робили колеса до возів і торгували ними. На початку XX століття колісник Василь Денисович Бахін організував колісну майстерню, зібрав капітал і викупив у с. Почапинці маєток генеральші Корвін-Красинської. В. Д. Бахіним для своєї дочки був побудований будинок сучасного Жмеринського сільгоспуправління. Велика частина людавських земель була викуплена інженером-будівельником залізниць Карлом фон-Мекком (1868 р.), після смерті його дружина — Надія Філаретівна — перепродує людавські землі поміщиці Катерині Юріївні Раллі (1872 р.). Становище селян було важким. Робочий день розпочинався о шостій годині ранку, закінчувався о десятій годині вечора. На цукрових плантаціях використовували працю дітей, їм платили за день по 10 копійок. Жорстокий управитель Івановський глумився над людьми. Невдоволення селян переросло у відкритий виступ.
У липні 1906 року селяни з вилами, сокирами і кілками бігли до панської економії, вимагаючи землі. Зустрівши кінних жандармів і послухавши умовляння управителя, селяни розійшлись. Із документу 128 читаємо: 1906 року липня 21 — «Донесение помощника начальника Подольского губернского жандармского управлення по Винницкому уезду начальнику Подольского губернского жандармского управления о агитации и распространении прокламаций: „Программа РСДРП“ среди крестьян с. Людавка Винницкого уезда». В селі почались масові арешти, переслідування організаторів, заворушення. Анатолія Петренка і Марка Перепечая звинуватили у злочинності й судили. У роки громадянської війни 22 травня 1918 року «Звіт генеральному штабу гетьманських військ про виступи селян Вінницького повіту: Поділля. У Вінницькому повіті селяни сіл Махнівка, Лисянка, Людавка винесли рішення не визнавати влади і послати делегатів до Києва». Цей документ свідчить, як було непросто селянам розібратись, хто і куди веде. У 1919 році на Поділлі з'явились загони Щорса і Боженка. Богунці захопили Вінницю. Військо с. Петлюри тікало до м. Жмеринки. Біля Людавки двічі зав'язувався бій. Під час бою загинув житель села червоноармієць Сафон Ісаакович Черняк. Багато петлюрівців потрапило в полон. Із розповідей старожилів села Т. К. Рекало, М. П. Киричишина. У Червоній армії в роки громадянської війни воювало 5 чоловік. С. І. Черняк і М. П. Киричишин були в особливому батальйоні при ЧК у Вінниці. В 1928 році в селі організовано молочне товариство, найбіднішим селянам держава дала 50 корів, яких завезли з Естонії. В 1928 — 29 роках організовано колгосп, до якого вступило 270 чоловік. Головою колгоспу обрали Є. І. Грабика. Колгосп розмістили в попівській садибі, розорали межі, усуспільнили майно і реманент. Перший трактор водили трактористи Р. З. Рекало і П. І. Голубенко. Колгосп назвали «Нове життя», пізніше його реорганізували в радгосп.
17 липня 1941 року с. Людавка було окуповане німецькими військами голову і секретаря сільської ради Ф. М. Герасимчука, Матвія Прасимчука, Таня і Саша Ковальових (їм було по 14 років) нацисти розстріляли без суду і слідства. Зі школи зробили конюшню, де тримали 200 коней. Проти окупантів у місцевих лісах діяв партизанський загін імені Володимира Федоровича Слюсаренка, розвідником у якому був житель села Єрмолай Васильович Лебедів пішовши на зв'язок 3 березня 1944 року з підпільною групою, яка діяла в селі Потоки, Лебедєв попав у оточення нацистів. Відбиваючи напад, розвідник загинув, пустивши в себе останню кулю. Діяв у партизанськім загоні житель села Микола Стахович Грабік (після війни відповідальний працівник обласного відділу освіти). Партизани висадили в повітря міст на шосейній дорозі в районі с. Сьомаки Жмеринського району, робили напади на німецькі патрулі, знищували посібників окупантів, поліцейських старост, підпалювали німецькі склади.
Героїзм і мужність проявили жителі і на фронтах Німецько-радянської війни: 308 чоловік відстоювали честь і незалежність Батьківщини, 195 осіб за бойові заслуги нагороджено орденами і медалями.
12 червня 2020 року, відповідно до Розпорядження Кабінету Міністрів України від № 707-р «Про визначення адміністративних центрів та затвердження територій територіальних громад Вінницької області», увійшло до складу Жмеринської міської громади.
19 липня 2020 року, в результаті адміністративно-територіальної реформи та ліквідації Жмеринського району, село увійшло до складу новоутвореного Жмеринського району.

## Населення

### Мова
Розподіл населення за рідною мовою за даними перепису 2001 року:
| Мова            | Кількість | Відсоток |
| --------------- | --------- | -------- |
| українська      | 629       | 86.16%   |
| російська       | 100       | 13.70%   |
| інші/не вказали | 1         | 0.14%    |
| Усього          | 730       | 100%     |

## Пам'ятка
- Парк-пам'ятка садово-паркового мистецтва місцевого значення «Дендрологічна ділянка»

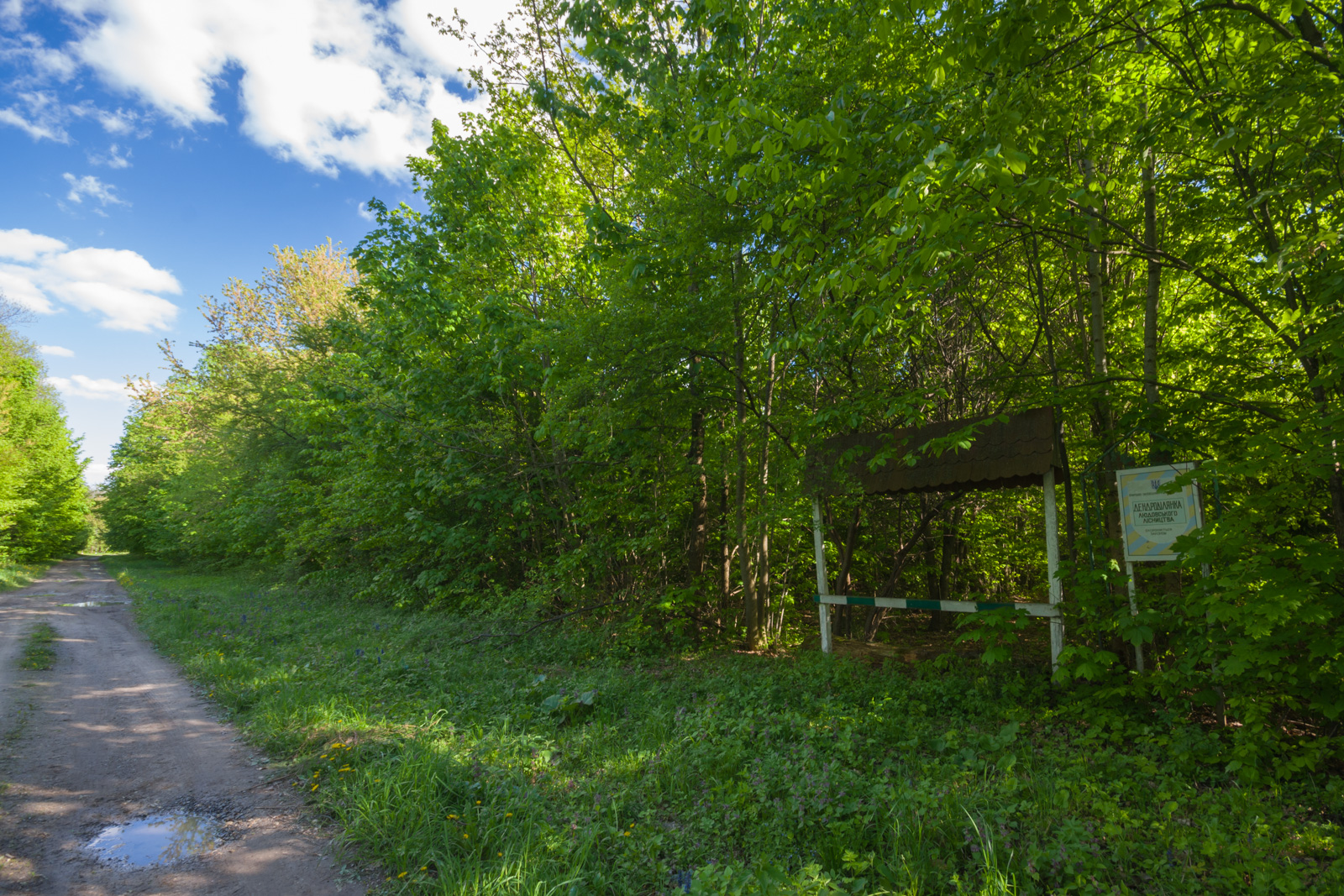
Дендрологічна ділянка